# Österrike i olympiska sommarspelen 1972
Österrike deltog med 111 deltagare vid de olympiska sommarspelen 1972 i München. Totalt vann de en silvermedalj och två bronsmedaljer.

## Medaljer

### Silver
- Norbert Sattler - Kanotsport, K-1 slalom.

### Brons
- Ilona Gusenbauer - Friidrott, höjdhopp.
- Rudolf Dollinger - Skytte.